# Ана Хава
Ана Хава (рођена Ана Росалие Хавакиви; 15. октобар 1864 — 13. март 1957) била је естонска пјесникиња, списатељица и преводилац с краја 19. и почетком 20. вијека. Била је један од оснивача Савеза писаца Естоније 1922. године. Одликована је Орденом Орлиног крста 3. степена, 1930. године; Орден 2. реда естонског Црвеног крста, 1935. године; проглашена је Народним писцем Естонске ССР, 1954. године; и Орденом знака части.

## Биографија
Ана Росалие Хавакиви је рођена 15. октобра 1864. у руралној жупи Кодавере, која је сада дио жупе Пеипсиааре, у источној Естонији. Хавин отац Јосеп Хавакиви (1836–1891) оженио се 1860. године са Сохви Јанаст из села Пуниквере, Естонија. У сељачкој породици са фарме млинова Хавакиви, Ана је одгајана са старијом сестром Елизабет (1860–1893) и млађим братом Рудолфом (1870–1950). Прича се да је Ана пјевала док је њен отац свирао виолину; њена музикалност ће касније у великој мјери утицати на њену поезију и писање.
Године 1873. Ана Хавакиви је започела своје формално образовање, похађајући школе у Патасте и Сааре-Ванамоиса и Хофманову приватну школу на њемачком језику у Тартуу, Естонија, од 1880. до 1884. године. На њемачком језику Тарту више дјевојачке школе, дипломирала је као кућна учитељица. Та диплома је у то време била једино високо образовање доступно Естонским женама. Хава је почела да ради као васпитачица у вртићу у Тартуу.
Хавино течно познавање језика помогло јој је током њеног живота јер је историја Естоније укључивала, заузврат, периоде царско-руског утицаја, нове националне независности, окупације њемачких снага током Другог свјетског рата и припајања СССР-у од стране Совјетске Русије.
Док је Хава похађала школу њемачког језика, добила је име које више њемачки звучи, Ана Росалие Еспенштајн, и учила је како да буде добар Њемац. Али, када је дипломирала, Ана је инсистирала на томе да врати своје рођено име Хавакиви и да настави свој живот као патриотска Естонка.  (Иако је Ана данас нашироко упамћена по презимену Хава, то је постало њено званично име тек 1939. године.)

### Књижевни рад
Ана Хава је била активни пјесник цијелог свог одраслог живота, од своје 22. године до дубоке старости. Своју прву пјесму објавила је у листу Postimees након што је запажена естонски пјесникиња Лидија Којдула преминула у љето 1886. године. Њен данак је насловљен "Којдула", а потписала га је "Естонка". Ово дјело би постало само прва од многих Хавиних пјесама које ће се појавити у штампаном издању.
Хавине прве три збирке, Luuletused I (Поеме I) (1888), II (1890) и III(1897) садрже романтичне сентименталне пјесме, од којих је главна тема љубав. На објављивању, Хавине младалачке пјесме добиле су топао јавни пријем са сва три тома одштампана неколико пута.
Хава је објављивала приче у часописима, направила збирку афоризама, Peotäis tõtt  (Прегршт истине, 1900). Написала је и прозу описујући свој дом из дјетињства у књизи под насловом Väikesed pildid Eestist(Мале слике Естоније, 1911).
Почевши од 1906 године, почела је да објављује збирке радова који показују мање радостан тон, почевши од Lained (Таласи). Хава је писала да осуди неправду, насиље и етничку дискриминацију, а њене критике су се само продубиле у неким збирцима поезије, Ristlained (Укрштени таласи, 1910) и  Meie päevist (Из наших дана, 1920). Хавина поезија је постала још личнија у збирци Põhjamaa lapsed (Дјеца нордијских земаља, 1913), Siiski on elu ilus (Ипак, Живот је лијеп) и Laulan oma eesti laulu (Пјевам своју естонски пјесму, 1935). Њена последња оригинална збирка песама појавила се 1954
Хава је била један од оснивача Естонске уније писаца 1922. године.
Године 2006. појавио се давно необјављен рукопис Mälestusi Laanekivi Manni lapsepõlvest (Сјећања на дјетињство Лаанекиви Мана), а 2008. године књига њене сабране поезије, Luule (Пјесме), садржала је до 700 пјесама. 

### Музикалност
Не могу без пјесама:
Ако изненада заћутим, - А
свијет без пјесама постаће скучен,
Откуцаји срца ће се сломити.

--Ана Хава (превод Б. Кожуна)
Хава је многим својим пјесмама дала изузетну музикалност која је олакшала њихову адаптацију као текстове за музику коју су компоновали тадашњи савремени умјетници. Још 1887. године, Мина Харма, млада оргуљашкиња која је студирала у Санкт Петербургу, поставила је своје прве пјесме на Хавине пјесме и више од 200 Хавиних пјесама су од тада углазбили други композитори. Неке пјесме инспирисане Хавом постале су познате на регионалним фестивалима или су се трансформисале у народне пјесме.
Хава је такође написала либрето за оперу Артура Лембе Lembitu tütar (Лембитуова ћерка) 1908. године.
Њен рад се и даље појављује у штампи. Године 2006. објављена је њемачка музичка партитура, Kolm eesti laulu Anna Haava sõndele (1937–1940) = Drei Lieder für eine Singstimme mit Klavierbegleitung nach Gedichten von Anna Haava (Три пјесме за један глас уз клавирску пратњу на основу пјесама Ане Хаве), а њени аутори су наведени као Gregor Heuer и Ана Хава.

### Преводи
Као преводилац, Хава је могла да заради приход тако што је значајну литературу на страним језицима учинила доступном естонским читаоцима, укључујући Гетеов Егмонт, Шилеров Виљем Тел, Краљ Едип од Х. Хофманштала, Сан летње ноћи од В. Шекспира и бајке Ханса Кристијана Андерсена, између осталих. Хаава је такође превела неке античке митологије као што су I. C. Andrä's and R. Schneider's Greeka muinaskangelased (Древни грчки јунаци) и G. Schalk's Rooma muinaskangelased (Древни римски хероји).
Њене сопствене пјесме су биле нашироко превођене, укључујући руски, фински, шведски, мађарски, њемачки, италијански, есперанто, енглески али и на друге језике.

## Посљедње године и смрт
Град Тарту је 1954. године одржао прославу пјесникињиног 90. рођендана у свечаној сали Универзитета у Тартуу. У оквиру те прилике град је дао име и једној улици по њој.
Ана Хава је умрла у Тартуу у 92. години 13. марта 1957. године и сахрањена је у дијелу гробља Марја тамошњег гробља Ради. Камен са једном од њених пјесама обиљежава гробно место.
Године 2006. отворена је Меморијална соба Ане Хаве у друштвеном центру Асиквере у округу Јогева, Естонија.